# Зебрейра
Зебрейра (порт. Zebreira)  —  район (фрегезия) в Португалии,  входит в округ Каштелу-Бранку. Является составной частью муниципалитета  Иданья-а-Нова. По старому административному делению входил в провинцию Бейра-Байша. Входит в экономико-статистический  субрегион Бейра-Интериор-Сул, который входит в Центральный регион. Население составляет 1063 человека на 2001 год. Занимает площадь 103,37 км².
Покровителем района считается Дева Мария (порт. Nossa Senhora da Conceição). 